# 15号州际公路加利福尼亚州段
加利福尼亚州境内编号为15号的公路由15号州际公路（Interstate 15, I-15）加州段和一小段编号为15号加利福尼亚州州道（State Route 15, SR 15）的两部分公路组成。二者虽然名称系统不同，但是实际上是贯通的高速公路。整个15号公路是加州主要的南北方向的高速公路，主要连接了聖貝納迪諾縣、河濱縣和圣迭戈县。全长287.26英里（462.30）。